# ماراجو
ماراجو (Marajó) هي جزيرة تقع عند فم نهر الأمازون في البرازيل. وهي تُعتبر جزءًا من ولاية بارا.

## معلومات جغرافية

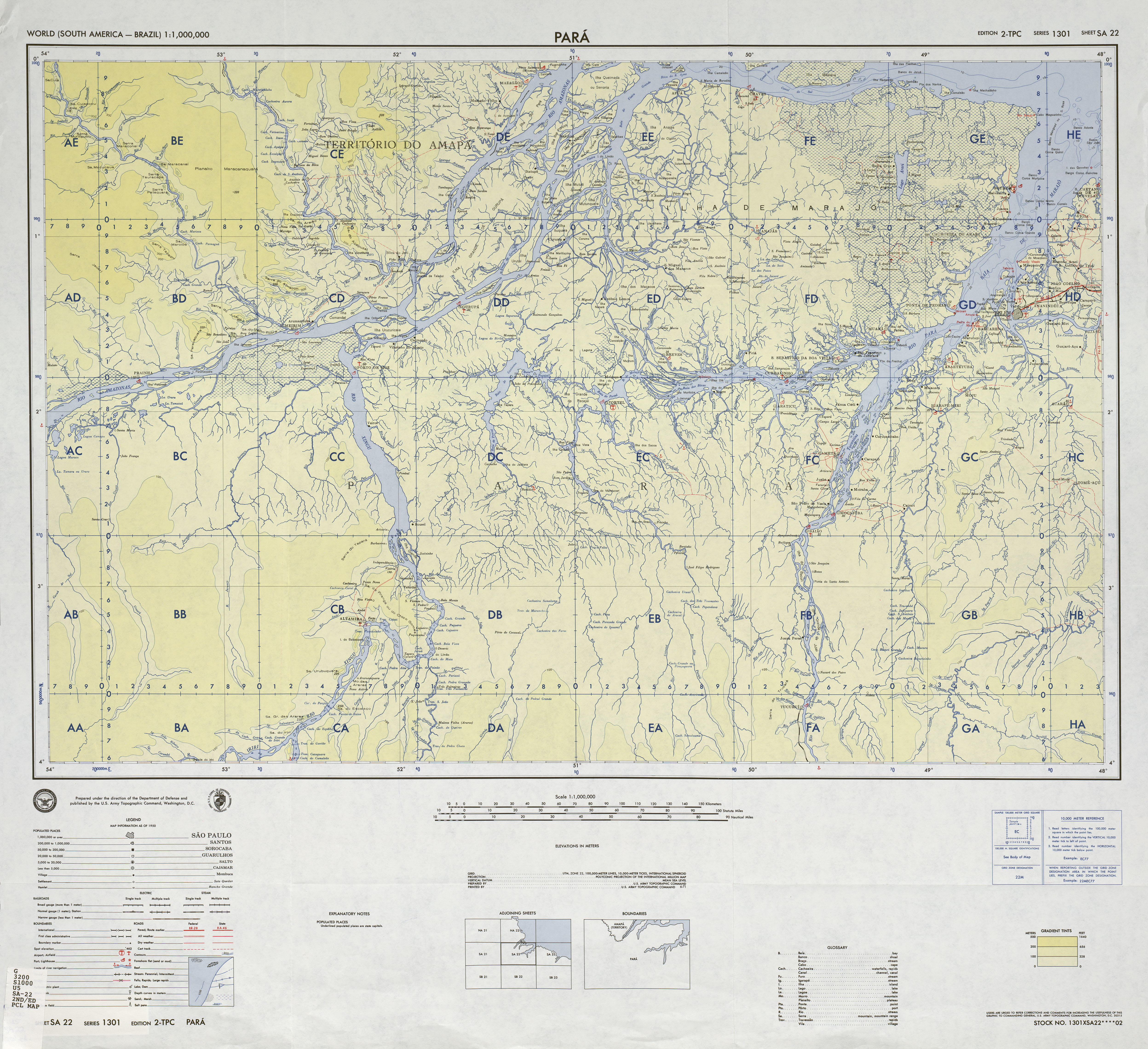
خريطة مفصلة لجزيرة ماراجو

جزيرة ماراجو هي أكبر جزيرة مُحاطة تمامًا بالمياه العذبة في العالم حيث تبلغ مساحتها 40,100 كم مربع (15,500 ميل مربع، انظر قائمة بالجزر مرتبة حسب المساحة)، مقارنةً بحجم سويسرا. وعلى الرغم من أن الساحل الشمالي الشرقي للجزيرة يواجه المحيط الأطلنطي، إلا أن تدفق المياه من نهر الأمازون كبير جدًا لدرجة تجعل مياه البحر عند فم النهر غير مالحة تقريبًا لمساحة جيدة حول ساحل الجزيرة. تقع مدينة بيليم (Belém) في جنوب الجزيرة، عبر الفرع الجنوبي (الذي يُسمى أيضًا نهر بارا) لفم النهر تقع الجزيرة مباشرةً تقريبًا على خط الاستواء.
تُكوِّن جزيرة ماراجو مع جزر أصغر مجاورة لها يفصلها عنها الأنهار؛ ما يسمى بأرخبيل ماراجو، الذي تصل مساحته الكلية إلى 49602 كم مربع (19,151 ميلاً مربعًا).
يتسبب ارتفاع منسوب المياه في نهر الأمازون على سواحل الجزر؛ بالإضافة إلى الأمطار الشديدة التي تسقط على المناطق الداخلية للجزر خلال موسم المطر في غمر أجزاء كبيرة من هذه الجزر في هذا الوقت.
تهيمن نباتات سافانا على الجزء الشرقي من الجزيرة. حيث توجد العديد من مزارع القهوة ويزيد الاهتمام بتربية الحيوانات. وحيث يوجد أيضًا بحيرة أراري (Lake Arari) التي مساحتها 400 كم مربع ولكن تتقلص هذه المساحة بنسبة 80 في المائة في موسم الجفاف. ويوجد حاليًا قطعان كبيرة من جواميس الماء المستأنسة على الجزيرة. يتميز الجزء الغربي من الجزيرة بغابات فارزيا (Várzea forests) وبعض المزارع الصغيرة. ويتم إنتاج الخشب ونخل الآساي (açaí) في الجزء الغربي.
وعند الاتجاه إلى الشمال في المساحة الكبيرة التي تنبت فيها نباتات سافانا، توجد مستنقعات النخل، التي ينبت فيها بصورة أساسية نخل البوريتي (Mauritia flexuosa) ونخل إيترب إدوليس (Euterpe oleracea). ترتفع مياه هذه المستنقعات بمقدار متر واحد في فصل المطر. ولم يتم معرفة الكثير عن الظروف البيئية لهذه المستنقعات.
يوجد 20 نهرًا كبيرًا على جزيرة ماراجو. يتم بناء المستوطنات في هذه الجزيرة على ركائز (Palafitas) بسبب تذبذب مستويات المياه والفيضانات المتكررة. توجد أهم المدن في الجزء الجنوبي الشرقي من الجزيرة: مدينة سور (Soure)، ومدينة سالفاتيرا (Salvaterra)، وأكبرها مدينة بريفيز (Breves). تمثل تلك المدن البنية التحتية السياحية الأساسية للجزيرة وشهرتها ناتجة عن تفردها بامتلاك شواطئ واسعة لا مثيل لها.

### البلديات
يشترك في الجزيرة 16 بلدية وثلاث مناطق محلية:
- المناطق المحلية التابعة لأراري:
  - كاتشويرا دو أراري (Cachoeira do Arari)
  - تشافيز (Chaves)
  - موانا (Muaná)
  - بونتا دو بيدراس (Ponta de Pedras)
  - سالفاتيرا
  - سانتا كروز دو أراري (Santa Cruz do Arari)
  - سور
- المناطق المحلية التابعة لفوروس دو بريفيز (Furos de Breves):
  - أفوا (Afuá)
  - أناجاس (Anajás)
  - بريفيز
  - كورالينهو (Curralinho)
  - ساو سيباستياو دا بوا فيستا (São Sebastião da Boa Vista)
- المناطق المحلية التابعة لبورتيل (Portel):
  - باجري (Bagre)
  - جوروبا (Gurupá)
  - ميلجاكو (Melgaço)
  - بورتيل

## معلومات تاريخية
وقت انتشار وباء الإنفلونزا الإسبانية عام 1918، كانت جزيرة ماراجو المنطقة السكانية الأساسية الوحيدة التي لم يسجل فيها حدوث أي حالات إصابة بالوباء. كانت الجزيرة موقعًا لمجتمع قبل-كولومبي متقدم، حضارة الماراجورا. وكانت أيضًا موقعًا للأسقفية المحلية الكاثوليكية الرومانية في جزيرة ماراجو.

## وصلات خارجية
الخرائط:
- Marajó Island and Pará state www.v-brazil.com

‌